# اسماعیل‌آباد (پیوه‌ژن)
اسماعیل‌آباد (مشهد)، روستایی از توابع بخش احمدآباد شهرستان مشهد در استان خراسان رضوی ایران است.

## جمعیت
این روستا در دهستان پیوه ژن قرار دارد و براساس سرشماری مرکز آمار ایران در سال ۱۳۸۵، جمعیت آن زیر سه خانوار بوده‌است.